# Zábroď
Zábroď (ukrajinsky Забрідь, maďarsky Révhely) je obec ve velkoberezňanské vesnické komunitě v Zakarpatské oblasti Ukrajiny, poblíž státní hranice se Slovenskem. U obce se v nadmořské výšce přibližně 209 m vlévá do řeky Uh říčka Ulička. Je zde zastávka na železniční trati Lvov – Stryj – Čop. V roce 2025 zde žilo 1250 obyvatel.

## Historie
První zmínka o obci se objevila v roce 1360 (podle nejistého ukrajinského zdroje). V maďarském dokumentu se zmínka o obci objevila až v roce 1772 ve formě „Szabrochia“. V roce 1903 získala obec vlivem maďarské politiky maďarské místní jméno Révhely. V roce 1910 zde žilo 751 obyvatel (563 Rusínů, 71 Maďarů, 45 Němců). Až do Trianonské smlouvy patřila obec do Užské župy, resp. Užhorodské stolice, v Uhersku, a poté přešla pod názvem Zábroď do nově vzniklého Československa. Během 1. světové války zde byl založen vojenský hřbitov, na kterém je pohřbeno 158 vojáků.